# 케레페시 묘지
케레페시 묘지(헝가리어: Kerepesi úti temetę, 헝가리어: Kerepesi temetę, 영어: Kerepesi Cemetery) 또는 피우메이 묘지(공식명칭: Fiumei úti nemzeti sírkert, 영어: Fiume Road National Graveyard)는 부다페스트에서 가장 유명하고 헝가리에서 가장 오래된 묘지이다. 보존이 굉장히 잘되어있다.

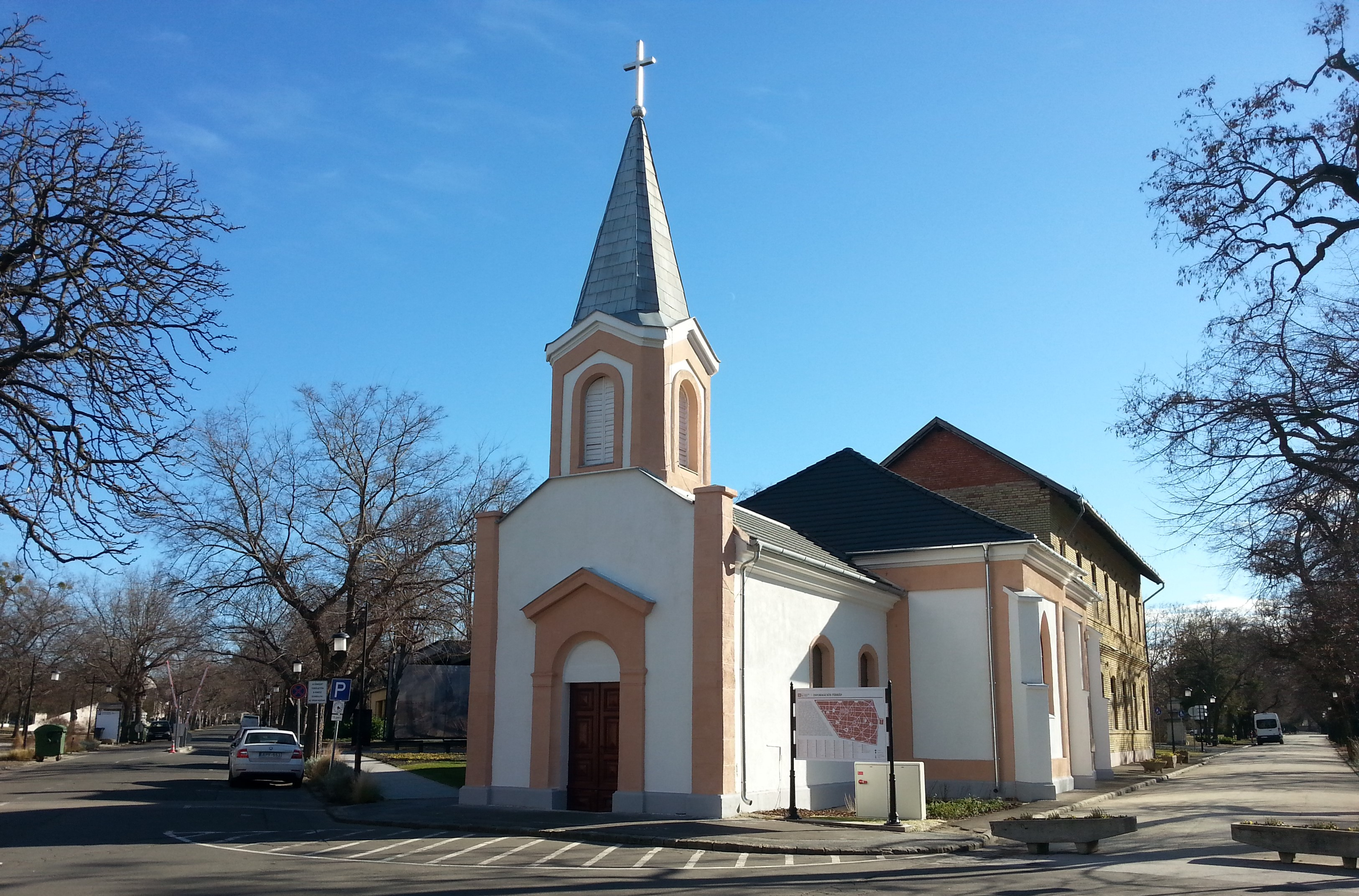
묘지 예배당 (Lörinc Zofahl, 1857)

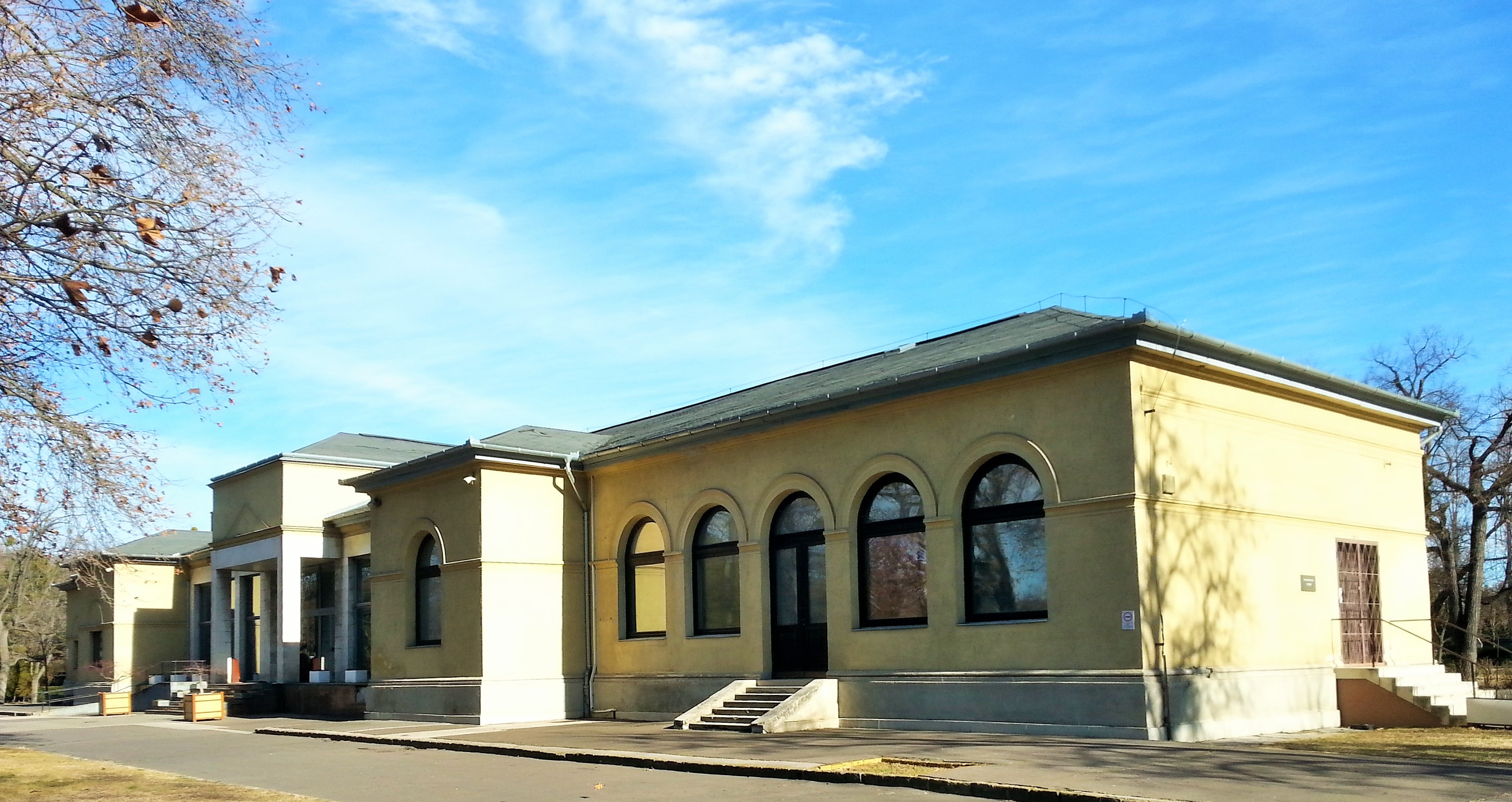
영안실 (Hugó Máltás, 1880)

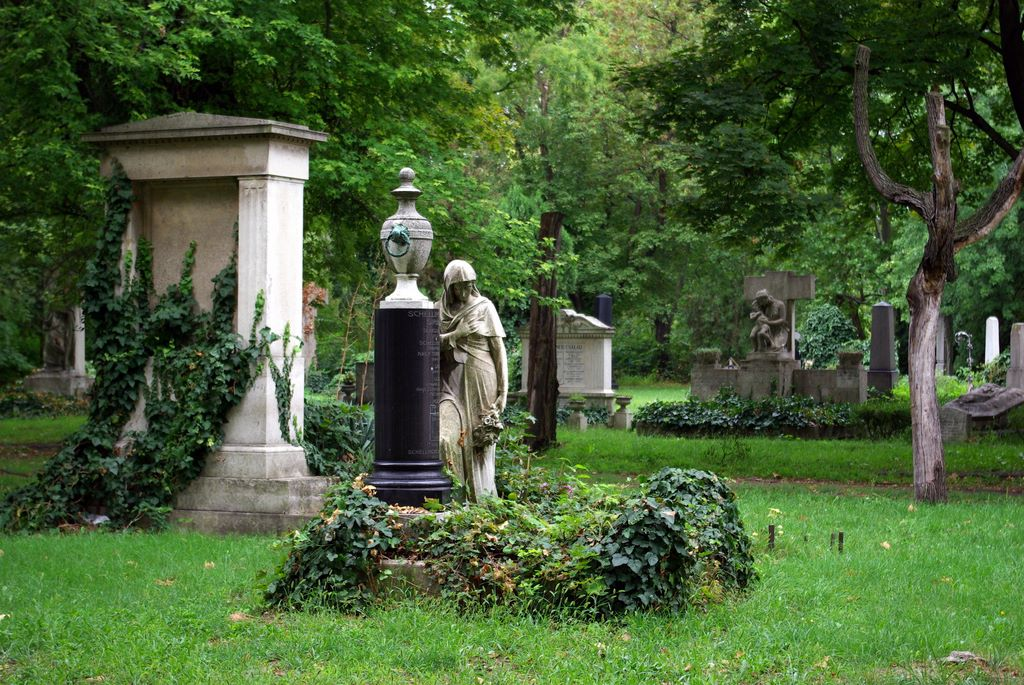
케레페시 묘지

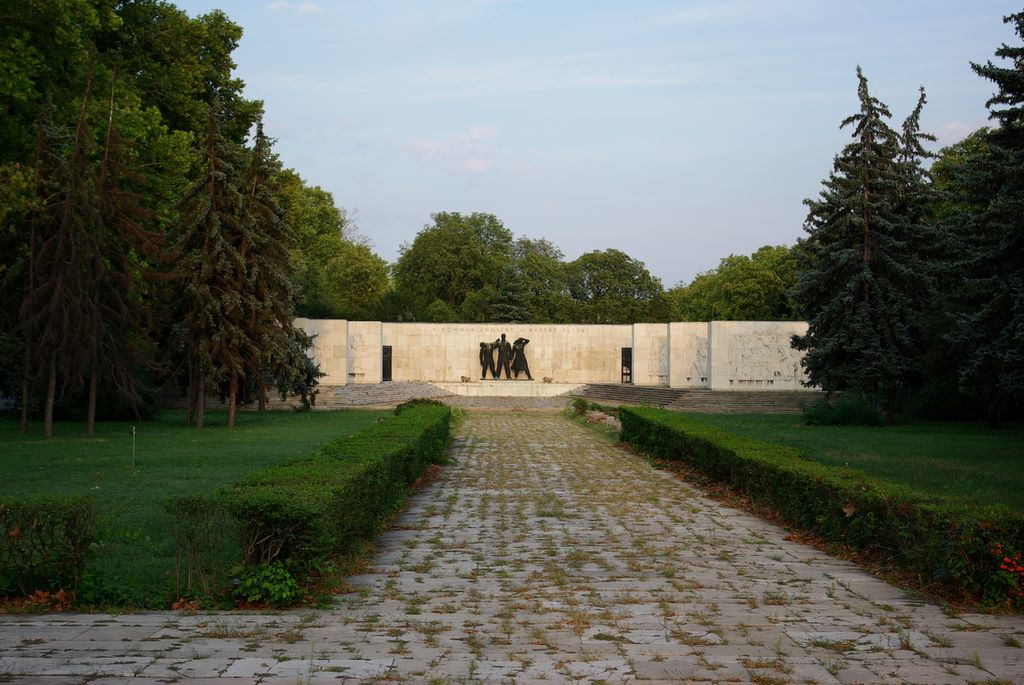
케레페시 공동묘지의 노동운동 묘소 1. 조각품: Olcsai-Kiss Zoltán

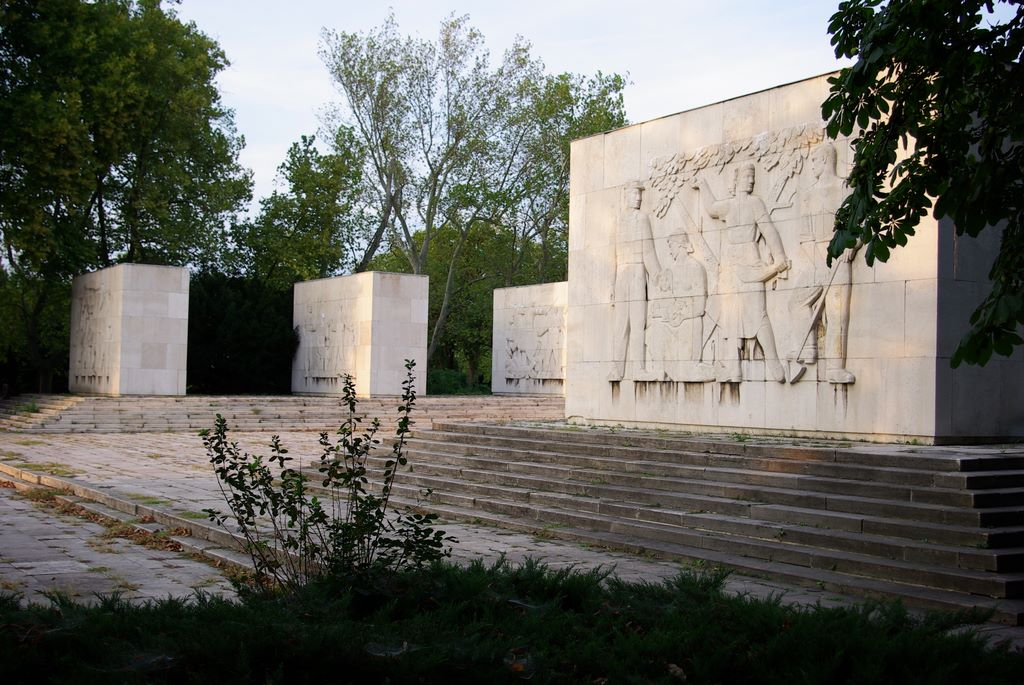
케레페시 공동묘지 2의 노동운동 영묘

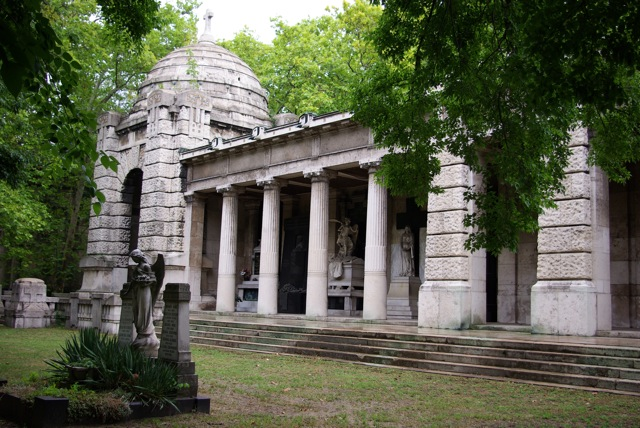
케레페시 묘지 아케이드 1

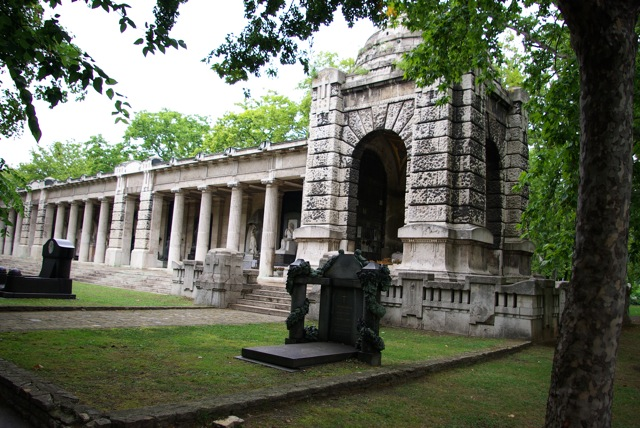
케레페시 묘지 아케이드 2

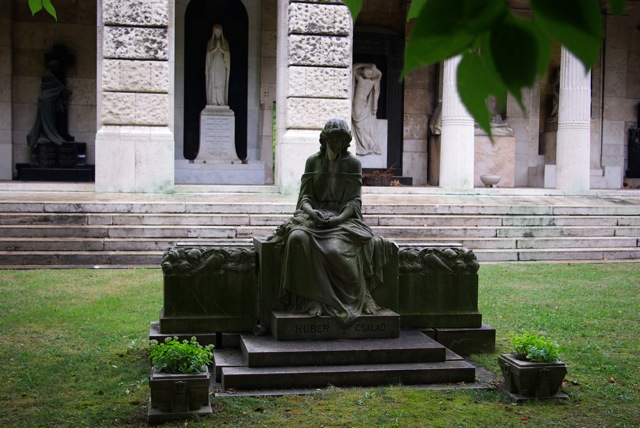
케레페시 묘지 아케이드 3

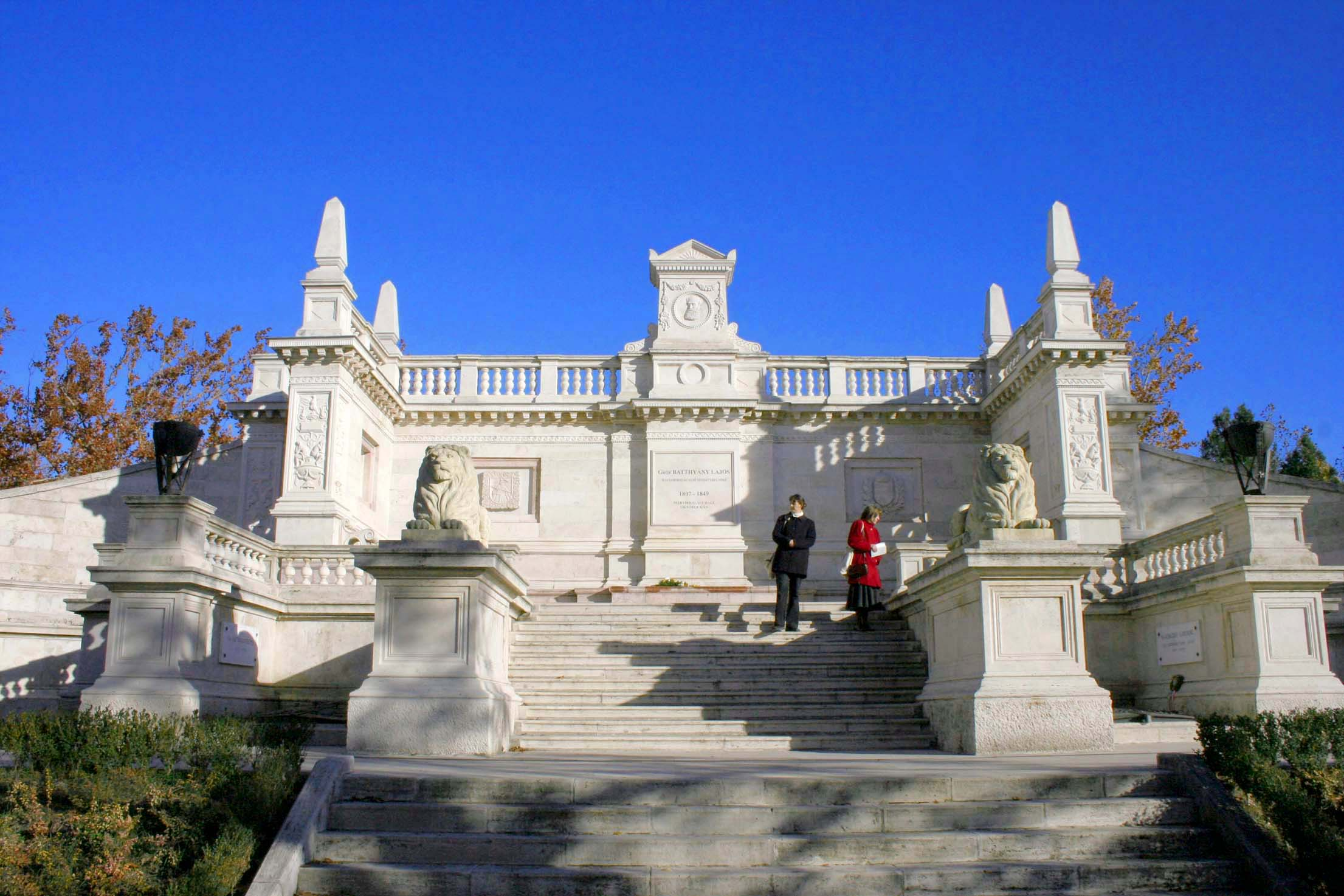
바티아니 영묘

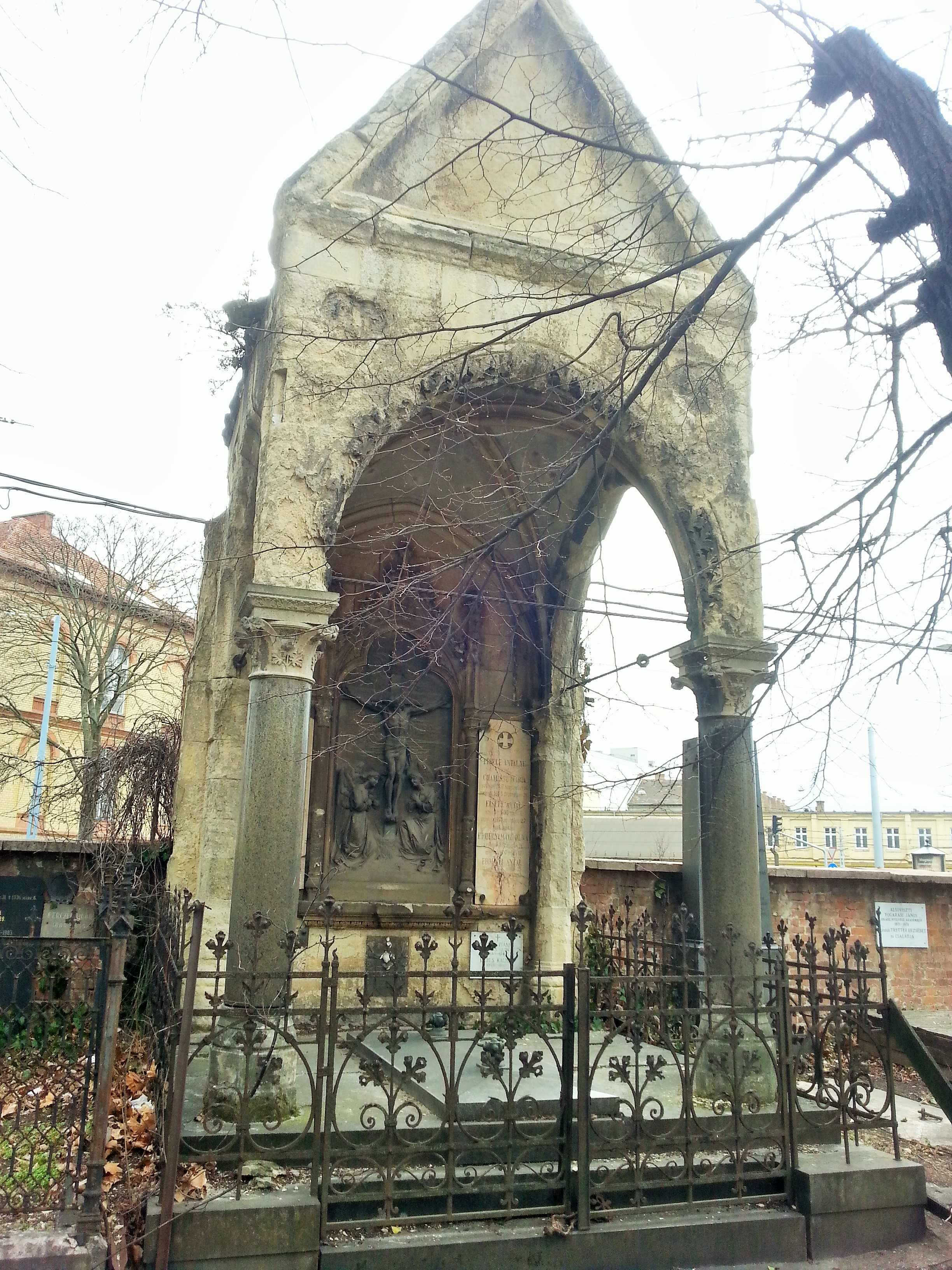
아이셀레-할리치스 영묘

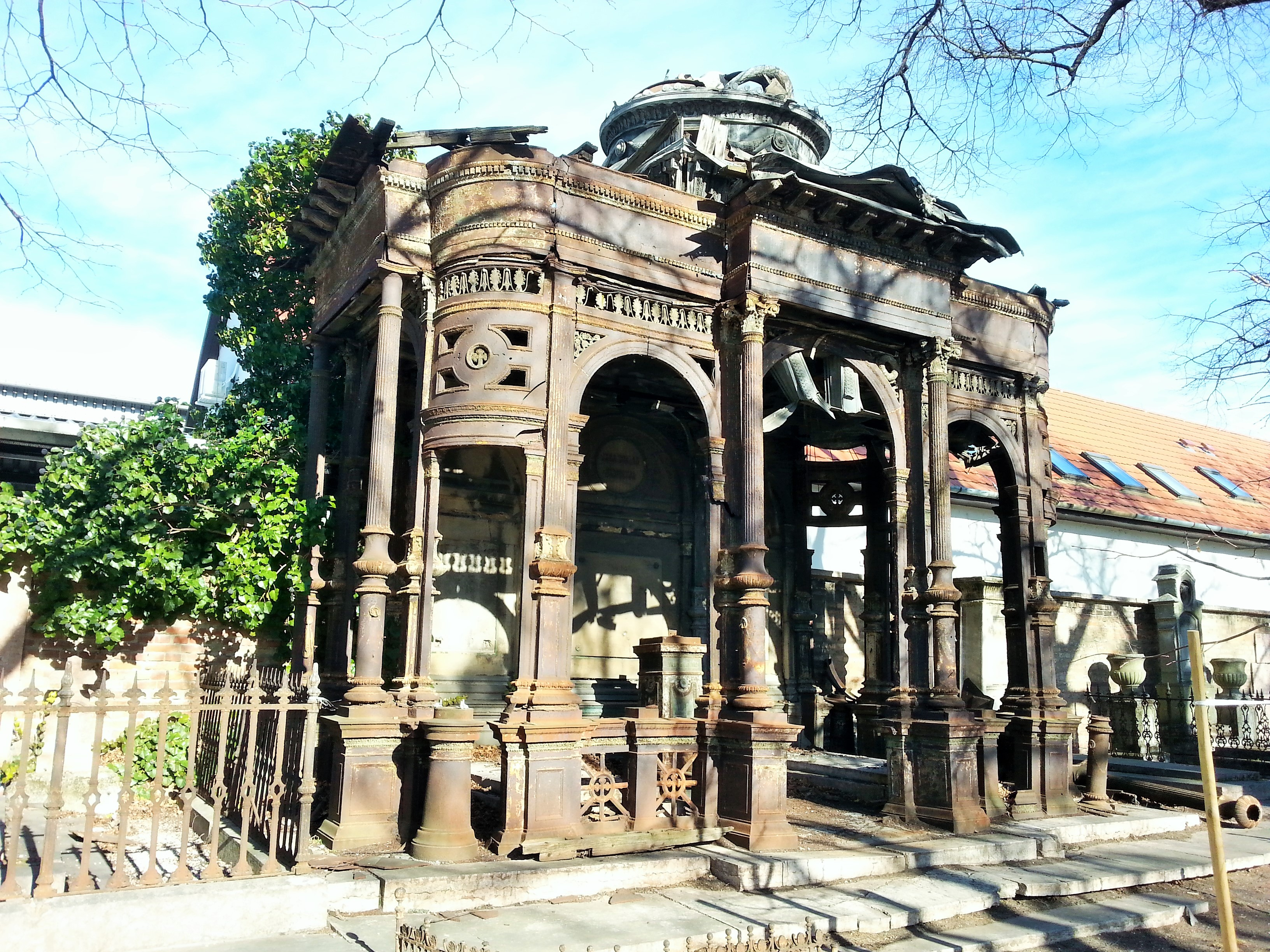
리카 영묘

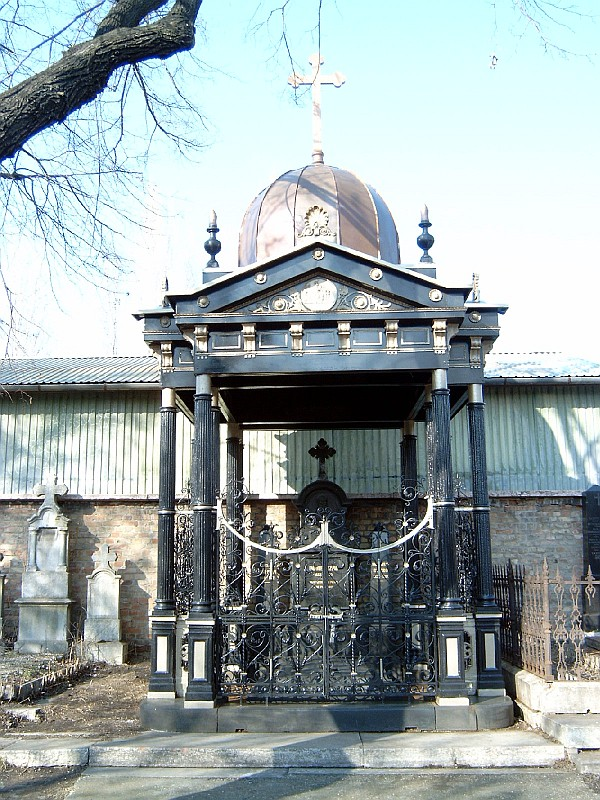
고즈두 영묘

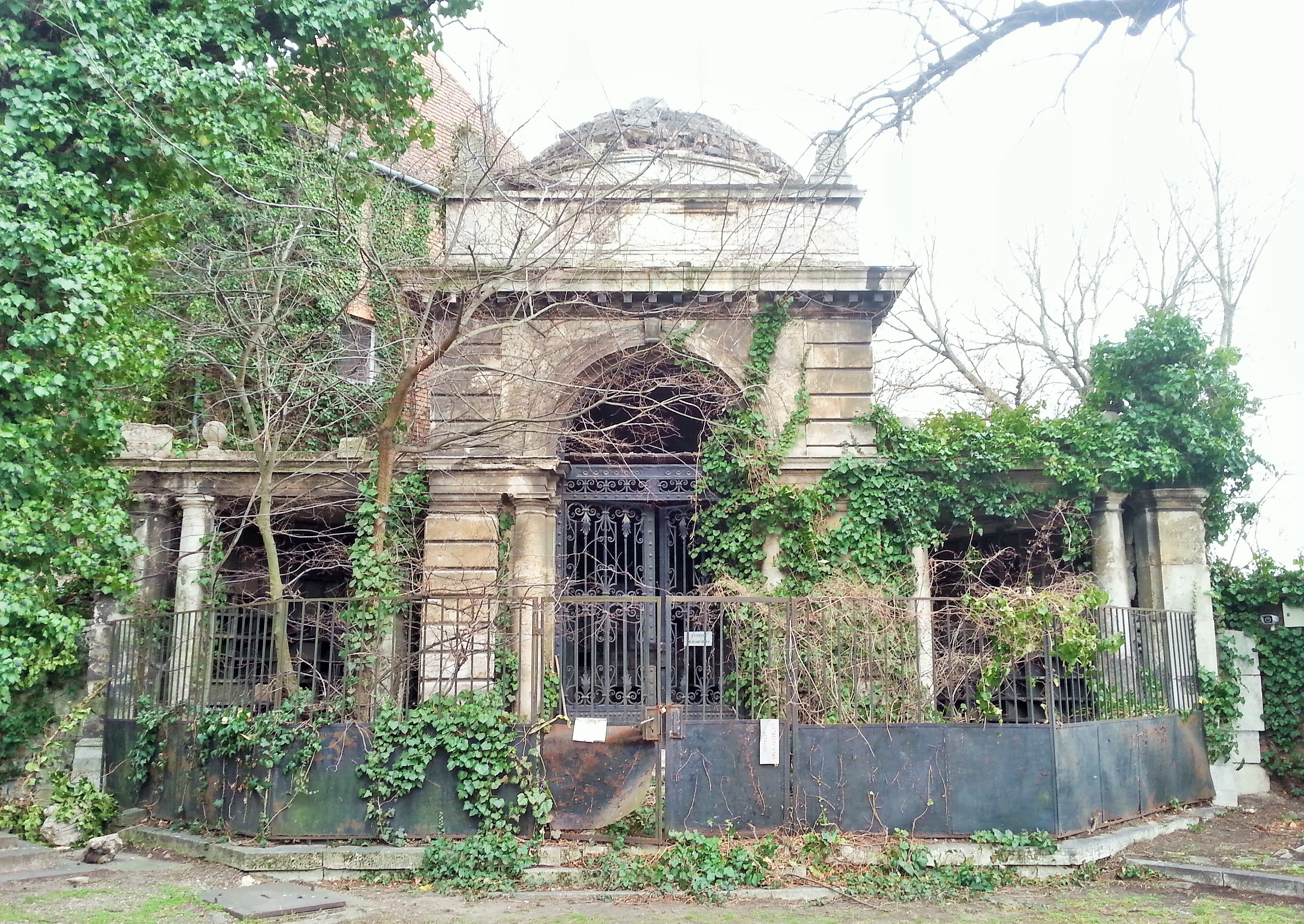
탈마이어 영묘

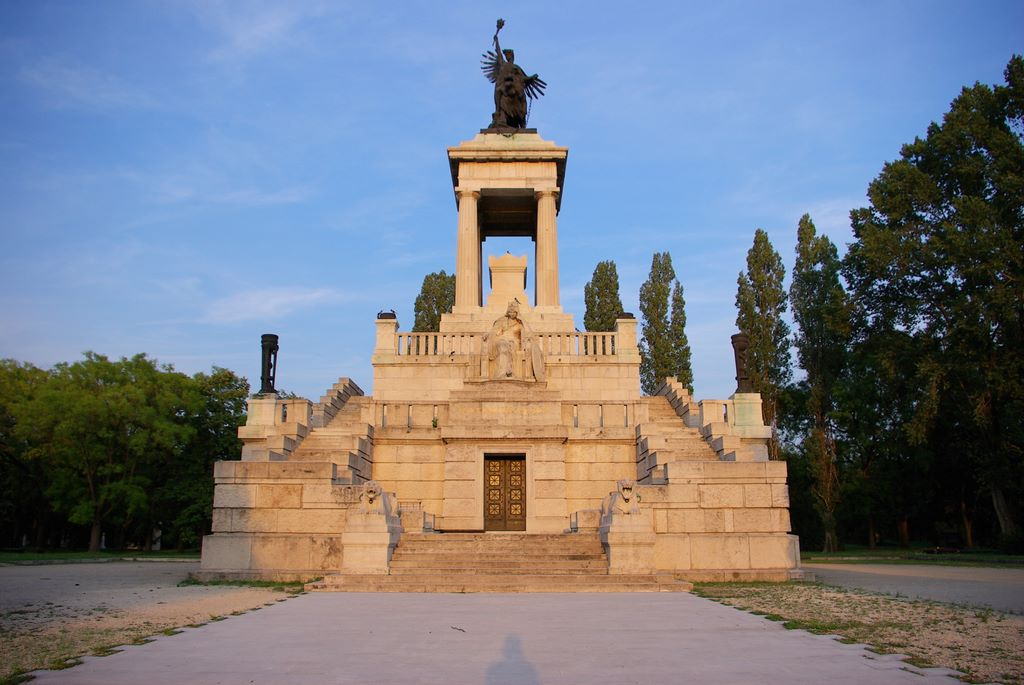
케레페시 묘지의 라요스 코수트 영묘

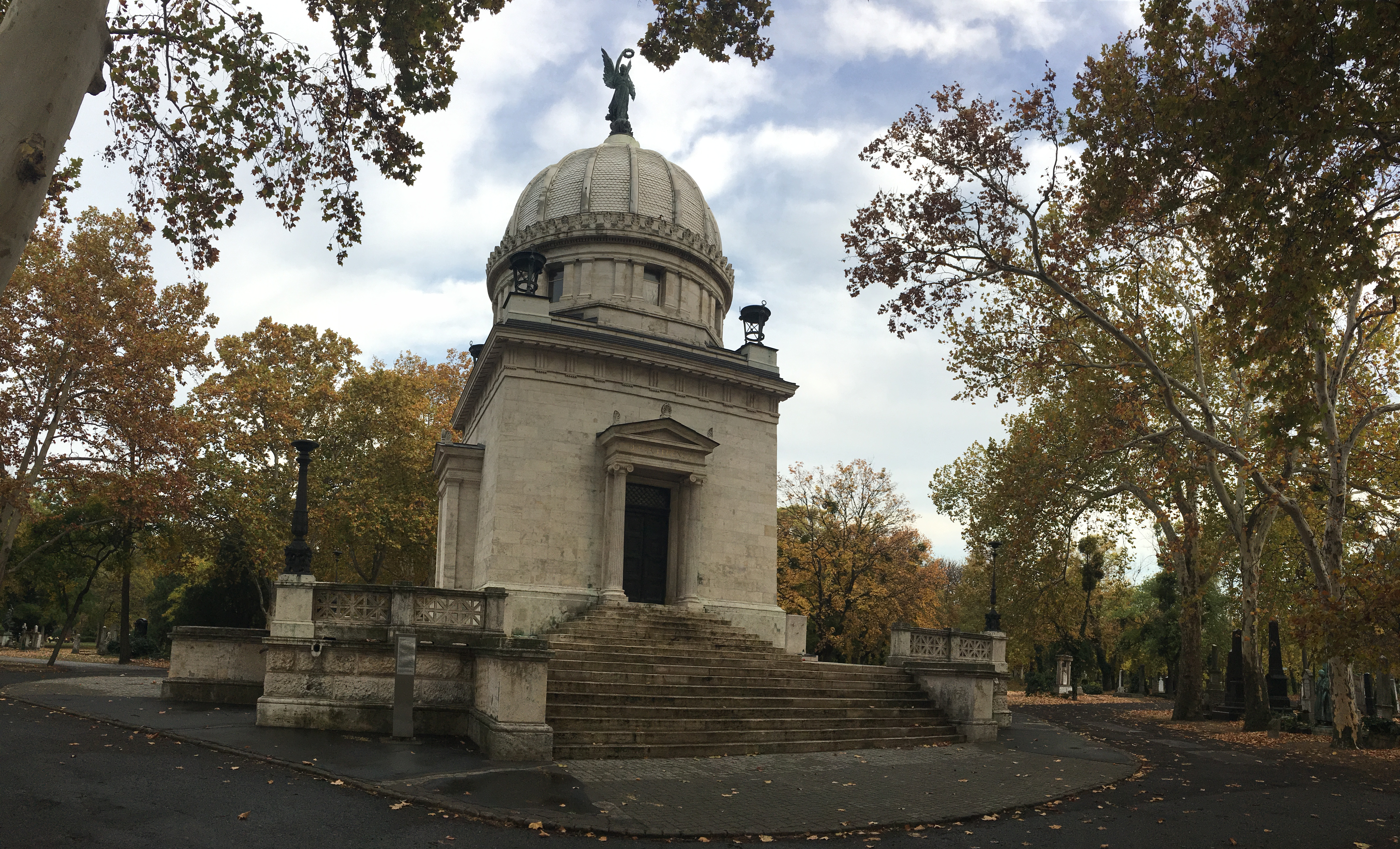
케레페시 묘지의 페렌츠 데아크 영묘

## 매장
- 데아크 페렌츠 (1876년, 디자인: Kálmán Gerster/ Miksa Róth: 스테인드 글라스)
- 코슈트 러요시 (1894, Kálmán Gerster, 조각: Alajos Stróbl)
- 어디 엔드레
- 언털 요제프
- 벌라주 벨러
- 외트뵈시 로란드
- 에르켈 페렌츠
- 자 자 가보르
- 호른 줄러
- 괴르게이 어르투르
- 게오르크 카를 폰 헤베시
- 요커이 모르
- 카다르 야노시
- 컨도 칼만
- 카로이 미하이
- 데죄 코스톨라니
- 루카치 죄르지
- 마들 페렌츠
- 모리츠 지그몬드
- 칼 폴라니
- 리스 프리제시
- 이그나츠 제멜바이스
- 쇼욤 라슬로
- 실라르드 레오
- 베이네르 레오